# Tour d'Italie 1952
La 35e édition du Tour d'Italie s'est élancée de Milan le 17 mai 1952 et est arrivée à Milan le 8 juin. L'Italien Fausto Coppi y a remporté son quatrième succès sur le Giro.
La course est l'une des épreuves comptant pour le Challenge Desgrange-Colombo.

## Résumé de la course
La participation de ce Giro 1952 est de grande qualité : face à Fausto Coppi, de nouveau en pleine possession de ses moyens après une série de blessures qui l’a handicapé les années précédentes, on trouve Fiorenzo Magni, Giancarlo Astrua et un vieillissant Gino Bartali pour le contingent italien, défié par Ferdi Kübler, Rik Van Steenbergen et Stan Ockers. Dans l’étape Venise-Bolzano à travers les Dolomites, Coppi porte l’assaut décisif. À l'arrivée à Milan, il s’impose largement devant Magni à 9 min 18 et Kübler à 9 min 24. 

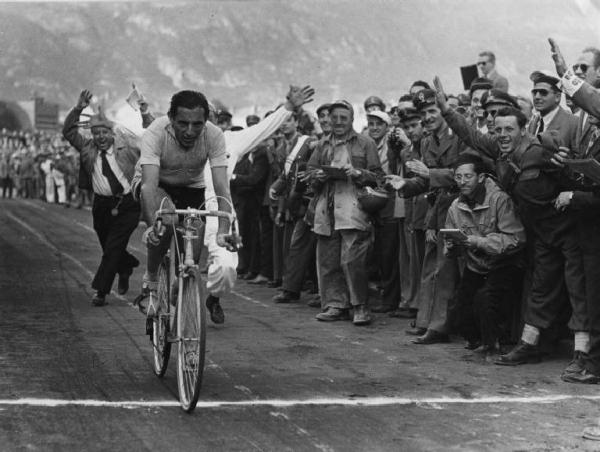
Coppi à Bolzano dans le Giro 1952.

## Équipes participantes
| N.    | Code | Équipe   |
| ----- | ---- | -------- |
| 1-7   | GAN  | Ganna    |
| 8-14  | BAR  | Bartali  |
| 15-21 | LEG  | Legnano  |
| 22-28 | ATA  | Atala    |
| 29-35 | GAR  | Garin    |
| 36-42 | BEN  | Benotto  |
| 43-49 | FIO  | Fiorelli |
| 50-56 | FRE  | Frejus   |

| N.      | Code | Équipe                  |
| ------- | ---- | ----------------------- |
| 57-63   | GUE  | Guerra                  |
| 64-70   | ARB  | Arbos                   |
| 71-77   | PAG  | Pagliati (Non Partante) |
| 78-84   | WEL  | Welter                  |
| 85-91   | NIL  | Nilux                   |
| 92-98   | BIA  | Bianchi                 |
| 99-105  | BOT  | Bottecchia              |
| 106-112 | GIR  | Girardengo              |
| 113-119 | TOR  | Torpado                 |

## Classement général
| Classement général final |                   |
| --- | ----------------- |
| \| 1. Fausto Coppi \| 114 h 36 min 43 s \| \| 2. Fiorenzo Magni \| à 9 min 18 s \| \| 3. Ferdi Kübler \| à 9 min 24 s \| \| 4. Donato Zampini \| à 10 min 29 s \| \| 5. Gino Bartali \| à 10 min 33 s \| \| 6. Stan Ockers \| à 10 min 58 s \| \| 7. Giancarlo Astrua \| à 14 min 30 s \| \| 8. Hugo Koblet \| à 14 min 38 s \| \| 9. Raphaël Géminiani \| à 16 min 44 s \| \| 10. Giorgio Albani \| à 18 min 14 s \| \| \| \| |                   |
| 1. Fausto Coppi | 114 h 36 min 43 s |
| 2. Fiorenzo Magni | à 9 min 18 s      |
| 3. Ferdi Kübler | à 9 min 24 s      |
| 4. Donato Zampini | à 10 min 29 s     |
| 5. Gino Bartali | à 10 min 33 s     |
| 6. Stan Ockers | à 10 min 58 s     |
| 7. Giancarlo Astrua | à 14 min 30 s     |
| 8. Hugo Koblet | à 14 min 38 s     |
| 9. Raphaël Géminiani | à 16 min 44 s     |
| 10. Giorgio Albani | à 18 min 14 s     |
| |                   |

## Étapes
| Étape     | Date     | Villes étapes               | km       | Vainqueur d'étape   | Leader du classement général |
| 1re étape | 17 mai   | Milan – Bologne             | 217      | Giorgio Albani      | Giorgio Albani               |
| 2e étape  | 18 mai   | Bologne - Montecatini Terme | 197      | Angelo Conterno     | Angelo Conterno              |
| 3e étape  | 19 mai   | Montecatini Terme - Sienne  | 205      | Antonio Bevilacqua  | Nino Defilippis              |
| 4e étape  | 20 mai   | Sienne - Rome               | 250      | Désiré Keteleer     | Giancarlo Astrua             |
| 5e étape  | 22 mai   | Rome - Rocca di Papa        | 35 (CLM) | Fausto Coppi        | Giancarlo Astrua             |
| 6e étape  | 23 mai   | Rome - Naples               | 238      | Rik Van Steenbergen | Giancarlo Astrua             |
| 7e étape  | 24 mai   | Naples - Roccaraso          | 140      | Giorgio Albani      | Giancarlo Astrua             |
| 8e étape  | 25 mai   | Roccaraso - Ancône          | 224      | Rino Benedetti      | Giancarlo Astrua             |
| 9e étape  | 26 mai   | Ancône - Riccione           | 250      | Rik Van Steenbergen | Giancarlo Astrua             |
| 10e étape | 27 mai   | Riccione - Venise           | 285      | Rik Van Steenbergen | Fausto Coppi                 |
| 11e étape | 29 mai   | Venise - Bolzano            | 276      | Fausto Coppi        | Fausto Coppi                 |
| 12e étape | 30 mai   | Bolzano - Bergame           | 226      | Oreste Conte        | Fausto Coppi                 |
| 13e étape | 31 mai   | Bergame – Côme              | 143      | Alfredo Pasotti     | Fausto Coppi                 |
| 14e étape | 1er juin | Erba - Côme                 | 65 (CLM) | Fausto Coppi        | Fausto Coppi                 |
| 15e étape | 2 juin   | Côme - Gênes                | 247      | Giuseppe Minardi    | Fausto Coppi                 |
| 16e étape | 3 juin   | Gênes – San Remo            | 141      | Annibale Brasola    | Fausto Coppi                 |
| 17e étape | 5 juin   | San Remo - Cuneo            | 190      | Nino Defilippis     | Fausto Coppi                 |
| 18e étape | 6 juin   | Cuneo - Saint-Vincent       | 190      | Pasquale Fornara    | Fausto Coppi                 |
| 19e étape | 7 juin   | Saint-Vincent - Verbania    | 298      | Fritz Schär         | Fausto Coppi                 |
| 20e étape | 8 juin   | Verbania - Milan            | 147      | Antonio Bevilacqua  | Fausto Coppi                 |

## Classements annexes
| Classement de la montagne | Raphaël Géminiani | ... points |
| Deuxième                  | Fausto Coppi      | ... points |
| Troisième                 | Gino Bartali      | ... points |

## Liste des coureurs
| Ganna | Bartali | Legnano |
| - 1 Fiorenzo Magni (Ita) 2e - 2 Mario Baroni (Ita) 78e - 3 Virgilio Salimbeni (Ita) 45e - 4 Renzo Zanazzi (Ita) 75e - 5 Franco Franchi (Ita) 49e - 6 Pietro Giudici (Ita) 42e - 7 Mario Gestri (Ita) 74e                     | - 8 Gino Bartali (Ita) 5e - 9 Giovanni Corrieri (Ita) 17e - 10 Giulio Bresci (Ita) 37e - 11 Albert Dubuisson (Bel) 81e - 12 Bruno Giannelli (Ita) 79e - 13 Widmer Servadeir (Ita) ab - 14 Ivo Baronti (Ita) 86e                           | - 15 Renzo Soldani (Ita) 32e - 16 Giuseppe Minardi (Ita) 18e - 17 Giorgio Albani (Ita) 10e - 18 Tranquillo Scudellaro (Ita) ab - 19 Rino Benedetti (Ita) 48e - 20 Nino Defilippis (Ita) 22e - 21 Umberto Drei (Ita) 46e |
| Atala | Garin | Benotto |
| - 22 Luciano Maggini (Ita) 60e - 23 Giancarlo Astrua (Ita) 7e - 24 Luigi Casola (Ita) ab - 25 Arrigo Padovan (Ita) 16e - 26 Luciano Pezzi (Ita) 77e - 27 Danilo Barozzi (Ita) 40e - 28 Waldemaro Bartolozzi (Ita) 64e        | - 29 Raymond Impanis (Bel) 25e - 30 Désiré Keteleer (Bel) 33e - 31 Jozef Schils (Bel) ab - 32 Eduard Van Ende (Bel) 55e - 33 Thijs Roks (Hol) ab - 34 Jean Kirchen (Lux) ab - 35 Alex Close (Bel) 13e                                     | - 36 Antonio Bevilacqua (Ita) 69e - 37 Guido De Santi (Ita) 70e - 38 Donato Zampini (Ita) 4e - 39 Alberto Ghirardi (Ita) 56e - 40 Adolfo Grosso (Ita) 41e - 41 Lido Sartini (Ita) 52e - 42 Giovanni Pettinati (Ita) 57e |
| Fiorelli | Frejus | Guerra |
| - 43 Ferdi Kübler (Sui) 3e - 44 Jean Brun (Sui) ab - 45 Eugen Kamber (Sui) 85e - 46 Emilio Croci-Torti (Sui) 84e - 47 Bruno Pasquini (Ita) 58e - 48 Sergio Vitali (Ita) 63e - 49 Georges Aeschlimann (Sui) 90e               | - 50 Adolfo Ferrari (Ita) ab - 51 Dino Rosi (Ita) ab - 52 Armando Barducci (Ita) 26e - 53 Vittorio Rossello (Ita) 15e - 54 Marcello Ciolli (Ita) 66e - 55 Angelo Conterno (Ita) 24e - 56 Orfeo Ponsin (Ita) ab                            | - 57 Hugo Koblet (Sui) 8e - 58 Marcel Huber (Sui) ab - 59 Serafino Biagioni (Ita) 30e - 60 Rodolfo Falzoni (Ita) 62e - 61 Dante Rivola (Ita) 53e - 62 Gottfried Weilenmann (Sui) 39e - 63 Giuseppe Ciarcia (Ita) 54e    |
| Arbos | Paglianti (Non Partante) | Welter |
| - 64 Fritz Schär (Sui) 27e - 65 Rinaldo Moresco (Ita) 43e - 66 Vincenzo Rossello (Ita) 20e - 67 Primo Volpi (Ita) 36e - 68 Attilio Lambertini (Ita) 29e - 69 Ersilio Dordoni (Ita) 80e - 70 Livio Isotti (Ita) 28e           | - 71 Hubert Schwarzenberg (All) * NP - 72 Matthias Pfannenmüller (All) * NP - 73 Harry Saager (All) * NP - 74 Valentin Petry (All) * NP - 75 Fritz Siefert (All) * NP - 76 Reinhold Steinhilb (All) * NP - 77 Werner Holthofer (All) * NP | - 78 Alfredo Martini (Ita) 21e - 79 Nedo Logli (Ita) 50e - 80 Alfredo Pasotti (Ita) 12e - 81 Carlo Clerici (Sui) 23e - 82 Ugo Fondelli (Ita) 82e - 83 Leo Castellucci (Ita) 72e - 84 Vittorio Seghezzi (Ita) ab         |
| Nilux | Bianchi | Bottecchia |
| - 85 John Beasley (Aus) ab - 86 Peter Anthony (Aus) ab - 87 Dean Whitehorn (Aus) ab - 88 Eddie Smith (Aus) ab - 89 Luigi Malabrocca (Ita) ab - 90 Dino Ottusi (Ita) 47e - 91 Luciano Frosini (Ita) 51e                       | - 92 Fausto Coppi (Ita) 1e - 93 Loretto Petrucci (Ita) 67e - 94 Raphaël Géminiani (Fra) 9e - 95 Andrea Carrea (Ita) 34e - 96 Donato Piazza (Ita) 89e - 97 Franco Giacchero (Ita) 73e - 98 Ettore Milano (Ita) 44e                         | - 99 Oreste Conte (Ita) 61e - 100 Giovanni Roma (Ita) 14e - 101 Giacomo Zampieri (Ita) 11e - 102 Annibale Brasola (Ita) 59e - 103 Elio Brasola (Ita) 19e - 104 Cesare Olmi (Ita) 68e - 105 Pasquale Fornara (Ita) 31e   |
| Girardengo | Torpado | |
| - 106 Rik Van Steenbergen (Bel) 38e - 107 Stan Ockers (Bel) 6e - 108 Girardengo Bernardini (Ita) 71e - 109 Ugo Massocco (Ita) 87e - 110 Mario Gervasoni (Ita) 76e - 111 Angelo Venzi (Ita) 88e - 112 Giuseppe Doni (Ita) 83e | - 113 Bernardo Ruiz (Esp) 35e - 114 Jesús Loroño (Esp) ab - 115 Dalmacio Langarica (Esp) ab - 116 Andrés Trobat (Esp) ab - 117 Francisco Masip (Esp) ab - 118 Jaime Montana Pascual (Esp) ab - 119 Félix Bermudez Garcia (Esp) ab         | |

## Sources
- (nl) Cet article est partiellement ou en totalité issu de l’article de Wikipédia en néerlandais intitulé « Ronde van Italië 1952 » (voir la liste des auteurs).